# Дискинезија
Дискинезија је дисфункција невољних мишићних радњи која резултује тиковима и стереотипизираним покретима.